# カワサキ・AR
カワサキ・AR（エーアール）とは、川崎重工業（カワサキ）が製造、販売していたオートバイであり、シリーズ車種として排気量別に数車種が生産されていた。

## モデル一覧

### AR125 (S)
1983年、それまで生産されていた空冷モデルであったKH125のモデルチェンジ版として登場。1960年代のモデル、Aシリーズの名を受け継ぐスポーツモデルとなった。水冷単気筒124ccの2ストロークエンジン、続く上級モデルのGPzシリーズに連なるビキニカウル、金色のキャストホイール、フロントディスクブレーキを装着。最高出力は22馬力。また1986年には、GPZ900Rを髣髴とさせるフルカウルボディを採用した“S”が登場した。
特徴的な機構としてRRISを搭載。ロータリーバルブとリードバルブを併用するもので、後に発売されたKR250にも採用されている。また最適な冷却水温を確保するため、このクラスでは初めてラジエーターにサーモスタットが装備された。この新機構とビキニカウルにより、メーター読みで120km/h+αの最高速を誇った。
欠点としては、この時期のカワサキ車の多くと同様、外装やカウルの素材にポリ塩化ビニルを多用していること。耐久性に欠け、長期間直射日光下にさらす条件下で保管すると、ヒビ割れや退色が著しくなる。外装部品の多くは欠品となっている。
日本国内では、125ccは高速道路に乗り入れができない排気量として人気がなく、モデルチェンジを受けないまま1990年頃に生産が中止された。その後日本では後継車種は発売されていないが、タイ・カワサキよりAR150、KR150、KRR150ZXが、AR125の派生モデルとして販売された。
モトクロッサーKX125のエンジンをベースに、カワサキと関係の深い月木レーシングより1990年代に輸入販売され（その後休止）2006年頃までKRR150ZXは生産されていた。
国産で真っ先に125cc超400cc以下の2サイクル中型排気量車の生産を取り止めたカワサキが、皮肉にも最後まで中型2サイクル車両を販売していた。

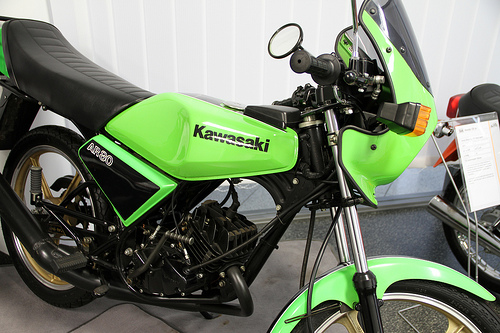
カワサキAR80（輸出仕様）

### AR50・80 (II・S)
1981年、当時のレーサーKRをイメージしたロードスポーツモデルとして登場。チャンバータイプマフラーの採用で、空冷エンジンながらクラス最強の7.2馬力（80は10馬力）を発生していた。またリアサスペンションにはカワサキ市販車初のユニトラックを採用、120mmのストロークを確保した。50は実測85km/h以上、80は実測100km/hオーバーの実力を持ち、ロングシートの採用で2人乗りも可能であった。
1983年にはモデルチェンジで50・80供に「II」マイナーチェンジとなった。外装はそれまでのZ400FX風のダックテールカウルと三角形状のサイドカバーを変更し、GPz風のサイドカバーからテールカウルまで一体化した流れるようなデザインに変更された。なおAR80IIは、このままの仕様で毎年カラーチェンジをするだけで、1991年カタログ落ちをするまで販売された。
1987年にカワサキは同エンジン搭載車のKS-Iを発売し、翌年これを機にARの日本国内での生産は打ち切られ、在庫のみの販売になる。1991年頃カタログ落ちをし、日本での販売は終了した。
東南アジアではその後も生産販売が続き、タイカワサキよりKSR-IIエンジン(最高出力13ps)を搭載し「MagnumLC」と名を馳せた水冷エンジンのAR80（形式名AR80K）が、1993年頃に日本にも100台限定で並行輸入され（正規輸入ではない）販売された。ハーフカウル、サイドカバーと一体化されたデザインのテールカウル、リアスポイラー風のグラブバー、ホワイトに塗装されたマグホイール風のアルミホイール（既存のARと同様ENKEI製）および12V電装など、ARの最終型にふさわしい内容と装備であった。なお現地（タイ・フィリピンなど）では排ガス規制が入る2000年初頭まで空冷AR50・80は生産・販売されていた。